# 蓝桥杯
蓝桥杯全国软件和信息技术专业人才大赛，简称蓝桥杯，是一个由中华人民共和国教育部高校学生司指导，工业和信息化部人才交流中心和教育部全国高等学校学生信息咨询与就业指导中心主办，国信蓝桥教育科技股份有限公司提供技术支持的高校竞赛。比赛内容涵盖计算机基础知识、程式設計能力、算法设计、数字电路和模拟电路等。2021年，入选中国高等教育学会高校竞赛评估与管理体系研究工作组发布的2020全国普通高校大学生竞赛排行榜第36名。
2020年，由于受2019冠状病毒病疫情影响，此届蓝桥杯全国总决赛在线上举行。

## 比赛形式
大赛在内容上分为软件类和电子类两大类别，软件类个人赛包括C/C++程序设计、Java设计，电子类竞赛包括单片机和嵌入式。其中，C++组解题所涉及的知识包括结构体、数组、指针、标准输入输出、文件操作、递归、数据结构、函数指针和位运算；Java组则包括基本语法、面向对象、网络编程、接口、集合、多线程、内部类、异常和数据结构。
对于每个赛别，会按院校分组别分别评奖，一般包含研究生组、大学A组、大学B组、大学C组。研究生只能报研究生组，985、211院校本科生只能报大学A组及以上组别，其他院校本科生可自行选择报大学B组及以上组别，高职高专院校学生任意。每位选手只能参加一个组别的竞赛。
大赛的赛程分为省赛和国赛两阶段。报名时间在每年的10月至12月。省赛比赛时间为每年的4月初左右，分赛区；国赛为每年的5月下旬。省赛一等奖获得者有资格参加国赛。省赛每个组别设置一、二、三等奖。所有赛别均使用封闭、限时方式进行，选手使用的计算机通过局域网连接到考场的比赛服务器。选手无法访问互联网，通过浏览器访问比赛服务器提交答案，没有实时评分。
C/C++程序设计赛包含结果填空题和程序设计题两部分。填空题的答案为一个字符串或数字，不限制解题方法。计算机环境提供Dev-C++ 5.11。Web应用开发赛则提供VS Code。